# Coppa dell'Associazione calcistica degli Emirati Arabi Uniti 2001-2002
La  UAE FA Cup 2001-2002 è stata vinta dall'Al-Nasr in finale contro l'Al-Ahli Club.

## Semifinali
|  | Shabab Al-Ahli | 3 – 0 | Al-Jazira |  |

|  | Al-Nasr | 2 – 1 | Al-Wasl |  |

## Finale
| Dubai 9 novembre 2002, ore 20:45                 | Al-Nasr   | 1 – 0 | Al-Ahli Dubai |  |
| \| \| \| \| \| Essa Juma 102’ \| Marcatori \| \| |           |       |               |  |
|                                                  |           |       |               |  |
| Essa Juma 102’                                   | Marcatori |       |               |  |